# Apple M2
 (juillet 2022).
Si vous disposez d'ouvrages ou d'articles de référence ou si vous connaissez des sites web de qualité traitant du thème abordé ici, merci de compléter l'article en donnant les références utiles à sa vérifiabilité et en les liant à la section « Notes et références ».
Apple M1 Apple M3
L’Apple M2 est un système sur puce (SoC) basé sur ARM et conçu par Apple. Il inclut un processeur (CPU) et un processeur graphique (GPU). 

## Historique
Il s'agit de la deuxième génération, après l'Apple M1, des SoC Apple Silicon destinée aux ordinateurs Macintosh. Apple l’a annoncé le 6 juin 2022 lors de la WWDC. Au lancement, ce processeur est intégré aux nouveaux modèles de MacBook Air et de MacBook Pro 13 pouces.
Apple revendique des améliorations du CPU jusqu'à 18 % et des améliorations du GPU jusqu'à 35  % par rapport au précédent M1.

## Conception

### CPU
Le M2 dispose de quatre cœurs "Avalanche" hautes performances et de quatre cœurs "Blizzard" économes en énergie, offrant une configuration hybride similaire aux processeurs ARM DynamIQ et Intel Alder Lake et Raptor Lake. Il s'agit donc d'un CPU 8 cœurs avec 4 cœurs haute performance et 4 cœurs à haute efficacité énergétique.

### GPU
Le M2 intègre une unité de traitement graphique (GPU) à dix cœurs (huit dans certains modèles de base) conçue par Apple.

### Mémoire
Le M2 utilise une SDRAM LPDDR5 de 6 400 MT/s dans une configuration de mémoire unifiée partagée par tous les composants du processeur. Les puces SoC et RAM sont montées ensemble dans une conception de système dans un boîtier (System in package). Le processeur est disponible avec 8 Go, 16 Go et 24 Go de RAM.

### Autres caractéristiques
Le M2 contient une puce d'accélération de réseaux de neurones dédiée dans un moteur neuronal à 16 cœurs, capable d'exécuter 15800 milliards d'opérations par seconde (15,8 TOPS). Les autres composants incluent un processeur d'image, un contrôleur de stockage PCIe, un contrôleur USB4 prenant en charge Thunderbolt 3 et une Secure Enclave.
Les codecs pris en charge sur le M2 incluent H.264 8K, H.265/HEVC 8K (8/10 bits, jusqu'à 4:4:4), 8K Apple ProRes, VP9 et JPEG.
Le M2 est fabriqué avec le procédé N5P "Enhanced 5-nanometer technology" de TSMC et contient 20 milliards de transistors, une augmentation de 25  % par rapport à la génération précédente M1. Le M2 peut être configuré avec jusqu'à 24 gigaoctets de RAM et 2 téraoctets de stockage. Il dispose de 8 cœurs CPU (4 performances et 4 efficacités) et jusqu'à 10 cœurs GPU. Le M2 augmente également la bande passante mémoire à 100 GB/s.

## Performances et efficacité
Le CPU de la puce M2 est 9% plus puissant que celui de la puce M1 et a un moteur neuronal 40% plus rapide. 
Niveau circuit graphique la puce M2 a une puissance brute de 3,6 TFLOPS, contre 2,6 TFLOPS pour le GPU de la puce M1.

## Produits utilisant la série Apple M2
- MacBook Air (M2, 2022)
- MacBook Pro 13" (M2, 2022)
- iPad Pro 11" (M2, 2022)
- iPad Pro 12,9" (M2, 2022)
- Mac Mini (M2, 2023)
- iPad Air 11" (M2, 2024)
- iPad Air 13" (M2, 2024)
- Apple Vision Pro (M2, 2024)